# Windpark Korschenbroich-Süd
Der Windpark Korschenbroich-Süd befindet sich südlich von Lüttenglehn im Südosten des Stadtgebietes von Korschenbroich. Er besteht aus sechs Windenergieanlagen. Die Windkraft-Konzentrationszone befindet sich an der Grenze zu Neuss und grenzt unmittelbar an den Windpark Neuss.

## Geschichte
Die ersten vier Windenergieanlagen wurden 2008 von der Solarparc AG errichtet. Es handelt sich um vier Enercon E-82-Windturbinen mit je 2,0 MW Leistung. Die Genehmigung erfolgte bereits im Februar 2006, der Aufbau konnte aufgrund von Lieferschwierigkeiten jedoch nicht früher umgesetzt werden. Die Verträge zwischen dem Grundstückseigentümer und dem Betreiber sind für eine Laufzeit von 20 Jahren geschlossen, mit der Option einer fünfjährigen Verlängerung.
In den Folgejahren wurde eine Erweiterung des Windparks geplant. So ging man im Jahr 2010 von einer Erweiterung um drei Windenergieanlagen aus.
Im Jahr 2012 wurden zwei weitere Windenergieanlagen durch die WSW Energiesysteme GmbH errichtet.

## Technik
Insgesamt haben die sechs Windenergieanlagen eine installierte Leistung von 12,6 MW.
| Baujahr | Anzahl | Typ             | Betreiber               | Nabenhöhe | Rotordurchmesser | Leistung pro Anlage |
| ------- | ------ | --------------- | ----------------------- | --------- | ---------------- | ------------------- |
| 2008    | 4      | Enercon E-82    | Solarparc AG            | 78,3 m    | 82 m             | 2,0 MW              |
| 2012    | 2      | Enercon E-82 E2 | WSW Energiesysteme GmbH | ? m       | 82 m             | 2,3 MW              |